# Bonamia erecta
Bonamia erecta är en vindeväxtart som beskrevs av R.W. Johnson. Bonamia erecta ingår i släktet Bonamia och familjen vindeväxter. Inga underarter finns listade i Catalogue of Life.